# Ковтаюча акула південна
Ковтаюча акула південна (Centrophorus zeehaani) — акула з роду Ковтаюча акула родини Ковтаючі акули. Інша назва «південна акула-собака».

## Опис
Загальна довжина сягає 102,7 см. Спостерігається статевий диморфізм: самиця більша за самця. Голова довга, становить 23,3-24,3% довжини тіла, загострена, помірно широка. Морда помірно довга. Очі мигдалеподібні, довжина розріза складає 6,3% довжини тіла. Рот широкий. Зуби мають невеликий боковий вигин від центра щелепи. Зуби на нижній щелепі більші за зуби верхньої. Тулуб щільний, помірно високе, веретеноподібне. Грудні плавці середнього розміру. Має 2 спинних плавця. Перший помірно високий та більше за задній. Хвостовий плавець великий, нижня лопать недостатньо виражена.
Забарвлення однотонне, сіро-коричневе. У молодих особин на спинних плавцях є чітка діагональна чорна смужка. У дорослої акули вона стає розмитою, а краї плавців темнішають.

## Спосіб життя
Тримається на глибинах від 208 до 701 м, зазвичай на рівні 400 м. Здійснює добові міграції. Доволі активний хижак. Це бентофаг. Живиться дрібною рибою та головоногими молюсками.
Статева зрілість у самців настає при розмірі 82 см. Це яйцеживородна акула.
Є об'єктом вилову біля Австралії.

## Розповсюдження
Мешкає уздовж південно-східного узбережжя Австралії та біля о. Тайвань.